# Краев, Виталий Георгиевич
Виталий Георгиевич Краев (16 января 1950, Свердловск — 4 января 2019) — советский хоккеист, нападающий. Российский тренер.

## Биография
Воспитанник свердловского «Спартака».
В первенстве СССР играл за команды «Автомобилист» Свердловск (1966/67 — 1972/73, 1976/77 — 1980/81), «Торпедо» Горький (1973/74 — 1975/76), «Рубин» Тюмень (1978/79 — 1979/80), «Луч» Свердловск (1981/82 — 1982/83).
Чемпион Европы среди юниорских команд 1969.
Тренер в клубах «Луч» (1987/88 — 1989/90), «Динамо-Энергия» Екатеринбург (1999/2000), «Спутник» Нижний Тагил (2000/01 — 2001/02), «Мостовик» / «Зауралье» Курган (2002/03 — 2005/06), «Автомобилист» Екатеринбург (тренер, и. о. главного тренера, 2006/07), «Газовик» Тюмень (2007/08), «Сарыарка» Караганда (2008/09).
Скончался 4 января 2019 года. Похоронен на Северном кладбище Екатеринбурга.